# じぇいそる
じぇいそる（本名：矢倉 高士〈やぐら たかし〉、1983年11月26日 - ）は、日本のプロポーカープレイヤー。ラスベガス在住。

## 来歴
2005年、建設作業員やバーテンなどの職業を転々とする。将来に不安を抱くなかで観た映画『オーシャンズイレブン』に強い影響を受け、海外のカジノでディーラーとして働くことを目標としマカオへ渡る。語学力の不足から現地で採用されることはなかったが、現地で色々なカジノゲームを経験していく中でポーカーと出会いポーカープロになる事を目指す。2010年、ポーカープレイヤーとしての腕を磨きながらマカオからフィリピンへと拠点を移す。そこで英会話サービスの事業を立ち上げるも失敗し「自分にはポーカーしかない」とラスベガス行きを決意。
2014年、ラスベガスで開催されるワールドシリーズオブポーカー(WSOP)に初参加しファイナルテーブルへ進出、8位入賞を果たす。
2019年、日本人ポーカープレイヤーのパイオニアとしてYouTubeチャンネル「じぇいそる」を開始、多くのユーザーにポーカープロとしてのリアルな情報を届け、平均再生回数は約10万回と日本のポーカーの普及に大きく貢献する。
2021年、初の書籍『職業プロポーカープレイヤー カジノを「職場」にする生き方』（辰巳出版）を上梓する。
2022年、サミー株式会社と正式にプロ契約を締結し、日本人初の日本上場企業スポンサードプロという偉業を達成。
2022年9月、「WSOPをアジアへ」をビジョンとして掲げたAsia Series Poker Tourをポーカープロの木原直哉らと共に立ち上げることを発表。第1回は2023年1月6日韓国で開催される。

## 著書
- 職業プロポーカープレイヤー カジノを「職場」にする生き方（2021年9月、辰巳出版、ISBN 978-4-7778-2755-8）